# Out of Touch
Out of Touch ist ein New-Wave-Song von Hall & Oates aus dem Jahr 1984, der von der Band geschrieben und in Kooperation mit Bob Clearmountain produziert wurde. Er erreichte Platz eins der Billboard Hot 100. 

## Geschichte
Laut John Oates kam ihm die Idee zum Refrain, während er zufällig mit einem Synthesizer spielte, von dem er damals noch nicht wusste, wie man ihn benutzt. Er dachte, es könnte ein Lied für die Stylistics sein, da es ein Philly-Sound hatte. Aber am nächsten Tag im Studio sagte ihm ein Co-Produzent, dass es ein Hit für Hall & Oates selbst werden sollte. Darauf folgend schrieben dann Hall und Oates den Song. Er wurde weltweit am 29. September 1984 veröffentlicht und erreichte internationale Bekanntheit.
Der Titel ist 4:07 Minuten lang und erschien auf dem Album Big Bam Boom. In einem Interview erzählte die Band, dass der Refrain von John Oates und der Rest des Textes von Daryl Hall stammt. Das Lied fand auch im Spiel Grand Theft Auto: Vice City Verwendung.

## Coverversionen
- 1997: Bruce Springsteen
- 2004: Uniting Nations